# Оливер Лауридсен
Оливер Холтон Лауридсен (дан. Oliver Holton Lauridsen; Гентофте, 24. март 1989) професионални је дански хокејаш на леду који игра на позицији одбрамбеног играча. 
Године 2009. учестовао је на драфту НХЛ лиге где га је као 196. пика одабрала екипа Филаделфија флајерса, а први професионални уговор са америчким тимом потписао је две године касније (двогодишњи уговор). За Флајерсе је током две сезоне одиграо свега 16 утакмица (уз учинак од 2 постигнута гола), а већи део тог времена провео је играјући у фарм клубовима Флајерса.
У јулу 2015. враћа се у Европу и поптисује уговор са шведском Фрелундом са којом је освојио титулу у СХЛ лиги, баш као и титулу у Лиги шампиона. У априлу 2016. прешао је у редове финског КХЛ лигаша Јокерита. 
Члан је сениорске репрезентације Данске за коју је дебитовао на светском првенству 2013. године. 
Његов млађи брат Маркус Лауридсен такође је професионални хокејаш и дански репрезентативац.